# Sideshow Symphonies
Sideshow Symphonies è il quarto album in studio della band norvegese avantgarde metal Arcturus.
Quest'album vede la luce del 2005 e alla voce è presente il bassista del gruppo Dimmu Borgir: ICS Vortex. È una sorta di concept album, su un'esplorazione spaziale.

## Tracce
1. Hibernation Sickness Complete - 5.02
2. Shipwrecked Frontier Pioneer - 8.32
3. Demon Painter - 5.33
4. Noctural Vision Revisited - 5.15
5. Evacuation Code Deciphered - 6.16
6. Moonshine Delirium - 7.10
7. White Noise Monster - 3.54
8. Reflections - 3.24
9. Husfa - 5.06

## Formazione
- ICS Vortex - voce
- Knut Magne Valle - chitarra
- Tore Moren - chitarra
- Hugh Stephen James Mingay - basso
- Steinar Sverd Johnsen - tastiere
- Hellhammer - batteria